# Parque 9 d'octubre

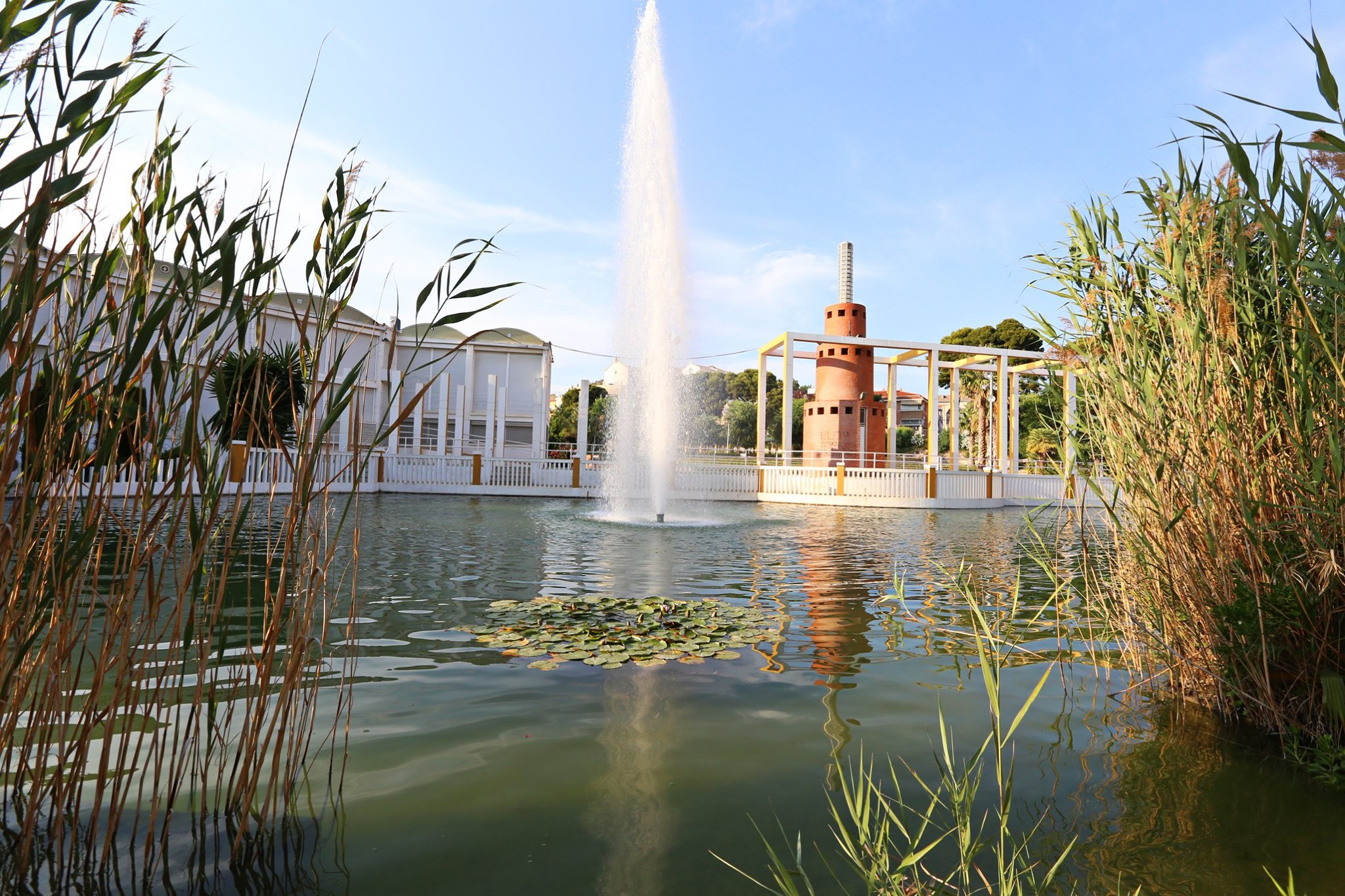
Vista del Parque 9 d'octubre

El Parque 9 d'octubre es un área verde que se encuentra en la ciudad española de Petrel, Alicante.
Inaugurado en la década de 1990 y de planta irregular, es el más extenso de la población. Cuenta con un lago con una fuente tipo géiser, un escenario al aire libre con un gran graderío que se utiliza en la celebración de conciertos durante las fiestas patronales y los Concerts d´Estiu (entre otros eventos), y un bar-restaurante, además de zonas de juegos infantiles, ajardinadas y de esparcimiento y un carril bici. Cabe destacar que durante su construcción se respetaron los desniveles del recinto, lo que hizo posible la construcción de la grada aprovechando antiguos bancales de cultivo.
- Datos: Q11071296